# オラフ・マンタイ
オラフ・マンタイ（Olaf Manthey, 1955年4月21日 - ）は、ドイツ・ボン出身の元レーシングドライバーであり、1996年以降は 「ポルシェ・チーム・マンタイ・レーシング」 というレーシングチームのオーナーとして活躍中の人物である。

## 経歴
マンタイのレーシングドライバーとしてのキャリアは1974年より始まり、1980年代には旧DTMで2勝を挙げている。1993年に旧DTMドライバーとしての活動を引退し、メルセデス車で旧DTMに参戦するレーシングチームのパーソン・モータースポーツで働くこととなった。
旧DTMはコスト急騰からメーカーの撤退が相次ぐ事態となって1996年限りで選手権は消滅することになったが、シリーズ消滅直後の1996年の年末、マンタイはニュルブルクリンクの近郊に自らのレーシングチームである「チーム・マンタイ・レーシング」を設立し、ポルシェのロードカーによるレース活動に乗り出した。マンタイ自身はかつて1990年にポルシェ・カレラカップのドイツ選手権を獲得したことがあり、またニュルブルクリンクで開催されているVLN（ニュルブルクリンク耐久シリーズ）を長きにわたって参戦し続け28勝を挙げたことなどが、ニュルブルクリンクの地でポルシェのレースカーを走らすチームを立ち上げた理由となっている。マンタイのレースでの使用車種は、主に1990年代は旧DTM仕様のメルセデス・190で、後にポルシェ・911 GT3となる。1999年以降、チーム・マンタイ・レーシングは、ポルシェよりワークスチームやワークスドライバー並みと言える程の技術支援や金銭的援助など様々な支援を受ける様になった。
2012年、マンタイは長年参戦していたVLNをその年限りで撤退し、代わりにインターナショナル・GT・オープンに参戦することを決めた。ただし、ニュルブルクリンク24時間レースのみ参戦を継続している。

## 主なレース結果

### ドライバー
- 1982年：フォード・スポーツ・カップ優勝、フォード・エスコートRS 2000
- 1983年：フォード・スポーツ・カップ優勝
- 1984年：旧DTM2位、ローバー・ヴィテス
- 1985年：旧DTM2位、ローバー・ヴィテス
- 1988年：最高速記録、アウディ・200ターボ
- 1990年：ポルシェ・カレラカップドイツ選手権優勝、ポルシェ・911カレラ
- 1992年 - 1995年：VLN22勝、メルセデス・190 EVO II

### チーム
- 1996年：ポルシェ・スーパーカップ チームランキング4位
- 1997年：ポルシェ・スーパーカップ ドライバーズランキング1位と2位 チームランキング1位
- 1998年：ポルシェ・スーパーカップ ドライバーズランキング1位と2位 チームランキング1位
- 1999年：ル・マン24時間レースGTクラス優勝、ポルシェ・911 GT3-R、ポルシェ・スーパーカップ ドライバーズランキング1位 チームランキング1位
- 2000年：ポルシェ・スーパーカップ ドライバーズランキング1位 チームランキング1位
- 2001年：DTMチームランキング3位、メルセデス、ポルシェ・スーパーカップ チームランキング3位
- 2002年：ポルシェ・スーパーカップ チームランキング4位
- 2003年：ニュルブルクリンク24時間レース3位
- 2004年：ニュルブルクリンク24時間レース3位
- 2005年：ニュルブルクリンク24時間レース9位
- 2006年：ニュルブルクリンク24時間レース優勝
- 2007年：ニュルブルクリンク24時間レース優勝
- 2008年：ニュルブルクリンク24時間レース優勝と2位
- 2009年：ニュルブルクリンク24時間レース優勝と3位
- 2011年：ニュルブルクリンク24時間レース優勝
- 2013年：ル・マン24時間レースGTクラス優勝、ポルシェ・911 RSR (ポルシェワークスからのサポート)